# Uley

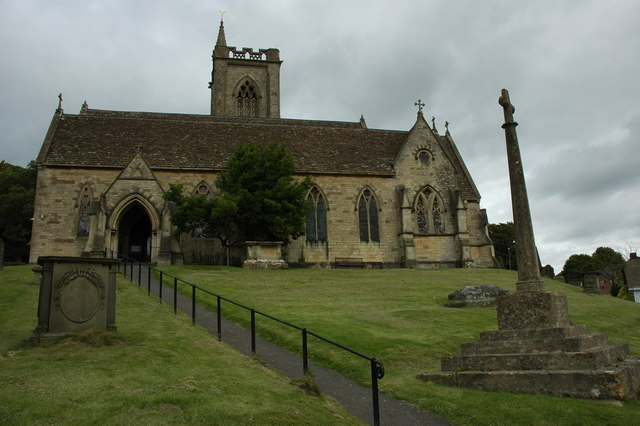
Uley: la chiesa di San Giles

Uley (pron.: /'juli/; 1.100 ab. ca.) è un villaggio con status di parrocchia civile dell'Inghilterra sud-occidentale, facente parte della contea del Gloucestershire e situato nell'area delle Cotswolds.

## Geografia fisica

### Collocazione
Uley si trova tra Berkeley e Nailsworth (rispettivamente ad est della prima e ad ovest della seconda) e tra Slimbridge e Tetbury (rispettivamente a sud-est della prima e a nord-ovest della seconda), a circa 25 km a sud/sud-ovest di Gloucester.

## Società

### Evoluzione demografica
Al censimento del 2001, Uley contava una popolazione pari a 1.170 abitanti, di cui 584 erano donne e 586 uomini.

## Archeologia
Il villaggio è noto per lo Uley Bury, il più grande forte collinare dell'Età del Bronzo rinvenuto in Inghilterra, che risale al 300 a.C. ca.

## Architettura
Tra gli edifici principali di Uley, figura la chiesa di San Giles, risalente, nella forma attuale, al 1858.